# Guy Darol
Guy Darol, Guy Gauthier à l'état civil, né le 1er mai 1954 à Paris, est un écrivain qui vit près de Morlaix (Finistère).

## Biographie
Au moment de la controverse Tel Quel/Change, il réalise un premier entretien avec Jean-Pierre Faye pour la revue Crispur avant de fonder, avec Christian Gattinoni et Philippe Lahaye, la revue Dérive (1975-1980), publication engagée dans une double transformation, celle des formes de vivre et d'écrire.
Proche du collectif Change de Jean-Pierre Faye et Jacques Roubaud, cette revue propose les noms de Jean Baudrillard, Philippe Boyer, Yves Buin, Daniel Busto, Geneviève Clancy, Claude Louis-Combet, Gérard Durozoi, Gérard de Cortanze, Hubert Haddad, Edmond Jabès, Jean-Claude Montel, Bernard Noël, Romain Sarnel, Victoria Thérame, Michel Vachey, Kenneth White.
Sa réflexion sur les nouvelles pratiques d'écriture le rapproche de François Aubral, coauteur du pamphlet Contre la nouvelle philosophie et éditeur à L'Atelier des Grames. Il y publie son premier texte, Slangue et la grande tuerie, remarqué plus tard par Jean-Michel Espitallier.
Sa connaissance des réseaux underground en littérature l'amène à collaborer à Libération puis au Magazine littéraire. Il préface l'Enquête sur les revues littéraires préparée par Brigitte Rax pour les éditions Jean-Michel-Place.
Ayant rejoint la revue Roman de François Coupry, Georges-Olivier Châteaureynaud et Erik Orsenna, il commence à publier romans, nouvelles, essais, tous ouvrages marqués par l'exploration labyrinthique du souvenir personnel et partagé.
Son André Hardellet est signalé par Julien Gracq comme une approche clairvoyante de l'œuvre de l'auteur du Seuil du jardin. Guy Dupré compare cet essai à L'Ame romantique et le rêve d'Albert Béguin.
Le goût de cet écrivain pour l'entrelacement des genres et les combinaisons infinies de la pensée le porte à explorer l'œuvre et la vie du compositeur américain Frank Zappa. Il en résulte cinq ouvrages publiés entre 1996 et 2016.
Chroniqueur musical et littéraire, il collabore à Muziq, Jazz Magazine, Le magazine des Livres et dirige la collection Cahier de Musique pour le site de la Revue des Ressources.
Il est membre du comité de rédaction de la revue La Sœur de l'ange, une publication des éditions Hermann.

### Romans
- 1987 : Le Couloir (Le Castor astral)
- 1991 : Les Pierres ont le souvenir têtu (Criterion)
- 2014 : Guerrier sans poudre (Maurice Nadeau)

### Essais
- 1990 : André Hardellet ou le don de double vie (Presses de la Renaissance)
- 1994 : Tombeau de Joseph Delteil (L'Incertain)
- 1996 : Frank Zappa, la Parade de l'Homme-Wazoo (Le Castor astral ; réédition, février 2009)
- 1998 : André Hardellet, Une Halte dans la durée (Le Castor astral)
- 2000 :  Zappa de Z à A, avec Dominique Jeunot (Le Castor astral ; réédition, 2005)
- 2003 : Frank Zappa ou l'Amérique en déshabillé (Le Castor astral)
- 2006 : Joseph Delteil brille pour tout le monde (EST - Samuel Tastet Éditeur)
- 2008 : Frank Zappa/One Size Fits All - Cosmogonie du Sofa (Le mot et le reste)
- 2014 : Outsiders/80 francs-tireurs du rock et de ses environs (Le Castor astral)
- 2020 : Wattstax/20 août 1972 - Une fierté noire (Le Castor astral)
- 2021 : Moondog - La fortune du mendiant, avec Laurent Bourlaud (Éditions de La Philharmonie de Paris)

### Biographie
- 2016 : Frank Zappa (Gallimard)

### Autobiographie
- 2002 : Héros de papier (Le Castor astral)
- 2023 : Village Fantôme (Maurice Nadeau)

### Poésie
- 1980 : Slangue et la grande tuerie (Atelier des Grames)
- 1983 : Inventaire de la douleur (EST - Samuel Tastet Éditeur)
- 1994 : La Porte des métamorphoses (Comp'Act)

### Ouvrages collectifs
- 1982 : Pour Abdellatif Laâbi (La Table Rase/Nouvelles Editions Rupture)
- 1987 : Dossier André Hardellet, dans Jungle n°10 (Le Castor astral)
- 1998 : Guérir par les livres, dans Dossiers H Joseph Delteil (L'Âge d'Homme)
- 1998 : A la recherche de Luc Dietrich, dans Cahier douze Luc Dietrich (Le Temps qu'il fait (éditions))
- 2007 : Henri Avelot, dans Perdus/Trouvés, Anthologie de littérature oubliée (Monsieur Toussaint Louverture)
- 2008 : Tête en l'air, dans Présence d'André Hardellet (Au Signe de la Licorne)
- 2010 : Stanislas Rodanski est un commando, dans Tombeau pour les rares (Editions de Corlevour)
- 2011 : Paris dans la tête et à pied, dans Psychogéographie - Poétique de l'exploration urbaine (Les moutons électriques)
- 2011 : André Hardellet, Un chasseur dans la ville, dans De quelques voyages et voyageurs excentriques (Editions Tango)
- 2013 : Enlacements, Embrasements, dans Il fait un temps de poème, Textes rassemblés et présentés par Yvon Le Men (Éditions Filigranes)
- 2013 : Frank Zappa et ses sourciers, dans Muziq no 1 (Le Castor astral)
- 2014 : Tim Buckley, un parcours en Z, dans Muziq no 2 (Le Castor astral)
- 2014 :  Pourquoi j'aime le jazz ? dans Jazz Magazine, spécial 60 ans, 1954-1964 (Editions Makheia)
- 2015 :  Les Bonnes Vibrations d'Evariste, dans Schnock no 17 (La Tengo Editions)
- 2016 :  Du rock au jazz et vice-versa, dans Polyfree, La jazzosphère, et ailleurs (1970-2015) (Editions Outre Mesure)
- 2016 :  Paris Walking, dans Lettres à Miles, sous la direction de Franck Médioni (Editions Alter Ego)
- 2017 :  Une continuité transformelle, dans Passage en revue, 15 ans de Citizen Jazz, sous la direction de Matthieu Jouan (Editions Citizen Jazz)
- 2017 :  André Laude était couleur d'homme, dans Le Banquet des absents, sous la direction de François Vignes (Editions Levée d'encre)
- 2017 :  27 ans pour l’éternité, dans Muziq no 8 (Editions Jazz & Cie)
- 2018 : Le miracle Delteil, dans Souffles (revue française), dossier Joseph Delteil
- 2019 : Sauveteur sauvage, dans A l'horizon des terres infinies, Variations sur Paul Quéré, dossier réuni par Marie-Josée Christien (Les Editions Sauvages)
- 2022 :  La nuit tombe, dans Mystère Monk, sous la direction de Franck Médioni (Editions Seghers)

### Préface
- 1983 : Enquête auprès de 548 revues littéraires (Jean-Michel Place)
- 1994 : Paul Quéré - Bodérès d'octobre (L'Authenticiste)
- 2018 : Frank Zappa - Them Or Us (Editions de La Philharmonie de Paris)
- 2020 : Taol-Lagad, Serr-Lagad  (Pierre Chanteau)

### Anthologie
- 1981 : Anthologie 80 - 10 ans d'expression poétique (Le Castor astral)
- 1988 : 43 écrivains manifestent pour la nouvelle (Nouvelles Nouvelles)
- 1990 : Les meilleures nouvelles de l'année 89-90 présentées par Christine Ferniot (Syros)

### Sur Guy Darol
- 1988 : Robert Sabatier, Histoire de la poésie française, La poésie du vingtième siècle, Métamorphoses et Modernité (Albin Michel)
- 1990 : Bruno Grégoire, Poésies aujourd'hui (Seghers)
- 2002 : Dictionnaire des écrivains bretons du vingtième siècle, sous la direction de Marc Gontard (Presses Universitaires de Rennes)
- 2003 : Guy Dupré, Dis-moi qui tu hantes (Editions du Rocher)
- 2015 : Didier Bazy, Traitements de textes (Les Editions de Londres)
- 2021 : Patrick Cloux, Chez Temporel (Editions Le Temps qu’il fait)

## Filmographie
- 1987 : L'Œil du poème, avec Bernard Loyal, Productions du Petit Pavé

Films courts sur  Jean-Michel Maulpoix, Jean L'Anselme, Franck Venaille, Dominique Fourcade, Pierre Dhainaut, Lorand Gaspar, Yves Martin, Pierre Dalle Nogare.